# Epicadus planus
Epicadus planus är en spindelart som beskrevs av Cândido Firmino de Mello-Leitão 1932. 
Epicadus planus ingår i släktet Epicadus och familjen krabbspindlar. Inga underarter finns listade i Catalogue of Life.